# Torre da Donzela
A Torre da Donzela (em azerí Qız Qalası; em persa قلعه دختر; em russo, Девичья башня; nome antigo, Göz Qalası - «A Torre do Olho») é uma torre persa sassânida na cidade velha de Bacu, originalmente na margem do mar Cáspio. Devido a reclamação de terra a princípios do século XX a torre está hoje separada do Cáspio por uma rodovia principal muito transitada e jardins públicos.
Foi construída no século XII, ou possivelmente antes - seu estilo arquitetônico e sequência de construção é obscura, e alguns estimam que remonta a 2 500 anos, mas é improvável. Foi construída pelo arquiteto do século XII Maçude ibne Daúde, que era provavelmente o pai do arquiteto da torre redonda de Mardacã (que não há que confundir com o castelo de Mardacã).
Há várias explicações que disputam entre se sobre o nome e sua origem:
- Uma lenda se refere a uma donzela que se atirou desde o alto, para encontrar a morte nas ondas abaixo.
- O feito de que a torre nunca foi tomada durante guerras.
- Alguns creem que foi no passado a torre de vigilância [Göz Qalası]

A Torre da Donzela é um destacado monumento e um dos emblemas nacionais mais distintos do Azerbaijão. Está representada nos manates azeris e outros papeis oficiais. Abriga um museu e uma venda de regalias. A vista desde o telhado capta os minaretes e os becos da cidade velha, o Parque Marítimo Nacional, a casa Charles de Gaulle e uma ampla vista da baía de Bacu. Em anos recentes o braseiro no alto tem iluminado durante as noites da festa do Noruz.
A Torre da Donzela está representada no verso das notas de 1 a 250 manates de 1992-2006, e do cédula de 10 manates emitido desde 2006.